# Индира (мыс)
Индира, Пигмалион (хинди इंदिरा पाइंट) — мыс на острове Большой Никобар, самая южная точка острова и всей Индии.
Мыс был назван в честь премьер-министра Индии Индиры Ганди, до этого он назывался мыс Пигмалион. Индира находится в северо-восточной части Индийского океана, к северо-западу от Суматры.
На мысе был построен маяк с башней высотой 35 м, однако цунами 2004 года причинило некоторый ущерб строению, а берег погрузился в океан. После этих событий маяк стоит наполовину в воде. Однако некоторые исследователи утверждают, что береговая линия со временем должна восстановиться.